# Agranovitj–Dynins formel
Inom matematiken är Agranovich–Dynins formel, introducerad av Agranovitj och  Dynin (1962), en formel för indexet av ett elliptiskt system av differentialoperatorer.